# Jewish Publication Society
Jewish Publication Society, originalmente conhecida como Jewish Publication Society of America, é a mais antiga organização sem fins lucrativos editora de obras judaicas em língua inglesa. É especialmente conhecida pela sua tradução para o inglês da Bíblia hebraica, o JPS Tanakh, hoje considerado como a tradução oficial.